# Will Leer
Will Leer (Minnetonka, 15 aprile 1985) è un mezzofondista statunitense.

## Biografia
Nato nel Minnesota, ha fatto parte delle squadre di corsa campestre del liceo e poi al Pomona College, in California, dove ha rappresentato con successo l'istituzione nel corso dei campionati NCAA. A livello internazionale ha rappresentato gli Stati Uniti, dal 2008, con un secondo posto nei 1500 metri piani ai DécaNation di Parigi (manifestazione in cui ha vinto numerosi titoli dal 2008 al 2014). Ha, inoltre, preso parte a due edizioni dei Mondiali indoor nel 2010 e nel 2014, e ha fatto parte della staffetta 4×1500 metri ai World Relays di Nassau, vincendo una medaglia d'argento alle spalle del Kenya.
Nel 2016, ha sposato la siepista Aisha Praught

## Palmarès
| Anno | Manifestazione      | Sede        | Evento       | Risultato | Prestazione | Note |
| ---- | ------------------- | ----------- | ------------ | --------- | ----------- | ---- |
| 2010 | Mondiali indoor     | Doha        | 1500 m piani | Batteria  | 3'42"16     |      |
| 2011 | Giochi panamericani | Guadalajara | 1500 m piani | 14º       | 4'04"13     |      |
| 2014 | Mondiali indoor     | Sopot       | 1500 m piani | 6º        | 3'39"60     |      |
| 2014 | World Relays        | Nassau      | 4×1500 m     | Argento   | 14'40"80    |      |

## Altre competizioni internazionali
2008
- ai DécaNation ( Parigi), 1500 m piani - 3'52"88

2009
- ai DécaNation ( Parigi), 1500 m piani - 3'48"65

2010
- ai DécaNation ( Annecy), 1500 m piani - 3'50"96

2011
- ai DécaNation ( Nizza), 1500 m piani - 3'58"82

2012
- ai DécaNation ( Albi), 1500 m piani - 3'46"35

2013
- ai DécaNation ( Valence), 1500 m piani -3'56"87

2014
- ai DécaNation ( Angers), 1500 m piani - 4'10"68